# Heinrich von Burghausen

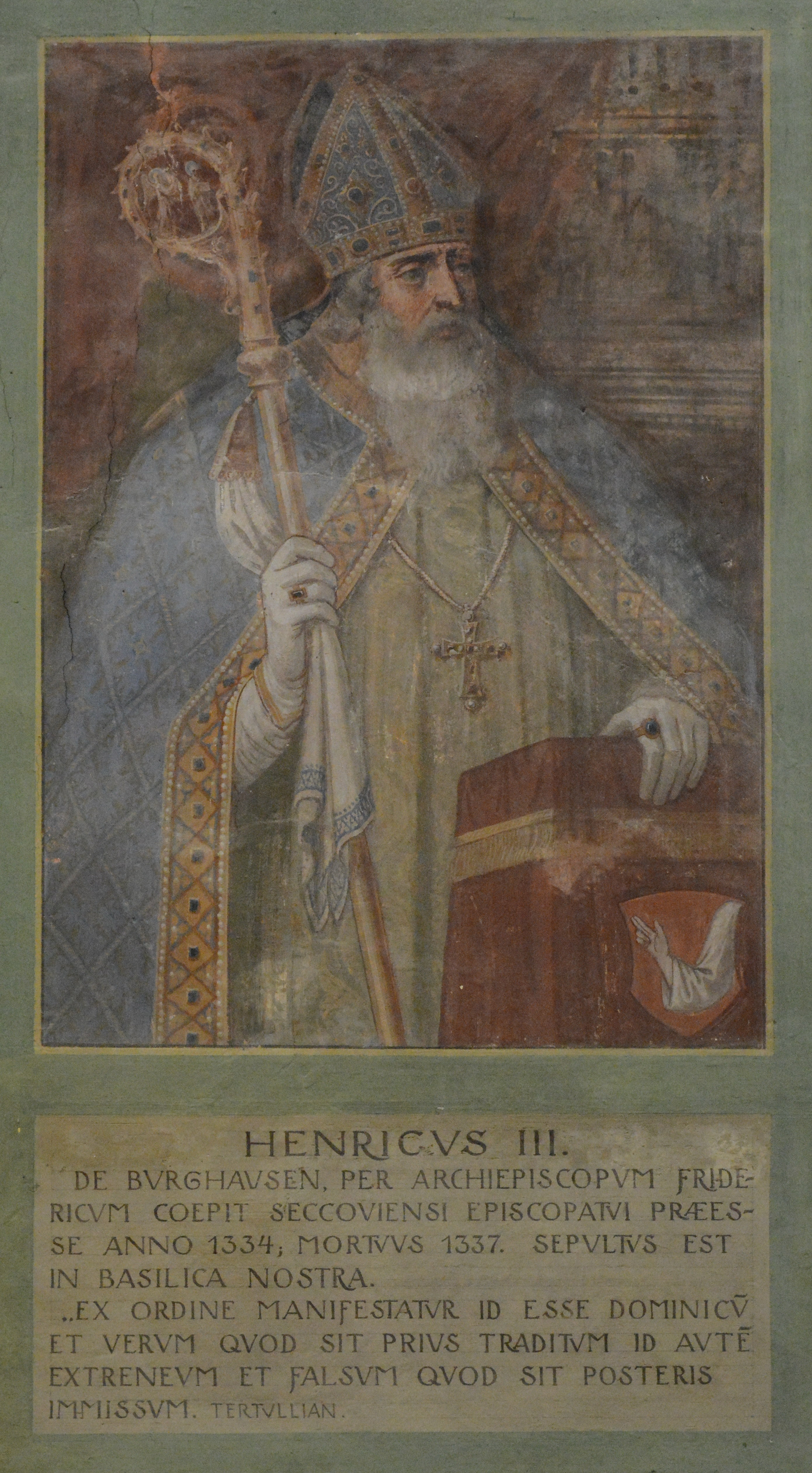
Halbfigurenportrait Bischof Heinrich III. von Burghausen, Basilika Seckau, Bischofskapelle (Darstellung um 1595)

Heinrich von Burghausen (* 1304; † 13. Juli 1337) war als Heinrich III. Bischof von Seckau.
Heinrich von Burghausen entstammte dem reichen Geschlecht der herzoglich bayrischen Mautner von Burghausen und studierte 1322 in Bologna, 1329 promovierte er zum Doktor des Kirchenrechts (doctor decretorum). 1332 wurde er dort Prokurator der deutschen Nation, von 1325 bis 1332 Chorherr in Altötting sowie Inhaber eines Kanonikats in Freising, ab 1329 Kanoniker in Passau. 1330 wurde er Pfarrer von Dietfurt und St. Jakob in Burghausen, im selben Jahr ernannte ihn Papst Johannes XXII. zum Propst von Freising. 1331 empfing er die höheren Weihen.
1334 wurde er durch den Salzburger Erzbischof Friedrich von Leibnitz, mit dem er freundschaftliche Beziehungen pflegte, zum Bischof von Seckau ernannt. Über seine nur dreijährige Regierung ist wenig bekannt. Auf dem Frauenberg bei Leibnitz wurde ein Benefizium errichtet, über das er das Patronat hatte. Er verstarb im Jahr 1337 und wurde im Dom von Seckau beigesetzt.